# Neville Chamberlain
Neville Chamberlain, rojen kot Arthur Neville Chamberlain, britanski konzervativni politik, * 18. marec 1869, Edgbaston, Birmingham, Anglija, † 9. november 1940, Heckfield, Hampshire, Anglija.
Predsednik vlade Združenega Kraljestva je bil od maja 1937 do maja 1940. Najbolj znan je po svoji zunanji politiki pomiritve in zlasti po podpisu Münchenskega sporazuma 30. septembra 1938, kjer je prepustil priključitev Češkoslovaške Nacistični Nemčiji pod vodstvom Adolfa Hitlerja. Po nemški invaziji na Poljsko 1. septembra 1939, ki je zaznamovala začetek druge svetovne vojne, je Chamberlain dva dni pozneje napovedal vojno Nemčiji in vodil Združeno kraljestvo v vojni prvih osmih mesecih, preden je 10. maja 1940 odstopil s položaja predsednika vlade. 
Po delu v podjetjih in lokalni vladi ter po kratkem času služenja kot direktor nacionalne službe v letih 1916 in 1917 je Chamberlain sledil poti svojega očeta Josepha Chamberlaina in starejšemu polbratu Austenu Chamberlainu, s čimer je postal poslanec na splošnih volitvah leta 1918 za novega Oddelek Birmingham Ladywood, ko je imel 49 let. Odklonil je položaj mlajšega ministrstva in ostal poslanec do leta 1922. Leta 1923 je bil imenovan za ministra za zdravje in nato za vladnega govorca. Po kratkotrajni vladi, ki so jo vodili laburisti, se je vrnil na položaj ministra za zdravje in uvedel vrsto reformnih ukrepov od 1924 do 1929. Leta 1931 je bil imenovan za ministrstva za finance v nacionalni vladi. 
Chamberlain je 28. maja 1937 nasledil Stanleyja Baldwina kot predsednik vlade. Njegovo premiersko mesto je prevladovalo vprašanje politike do vse bolj agresivne Nemčije, njegova dejanja v Münchnu pa so bila takrat med Britanci zelo priljubljena. Kot odgovor na nadaljnjo Hitlerjevo agresijo se je Chamberlain zavezal Združenemu kraljestvu, da bo branilo neodvisnost Poljske, če bo slednja napadena, zavezništvo, ki je njegovo državo pripeljalo v vojno po nemški invaziji na Poljsko. Neuspeh zavezniških sil, da bi preprečili nemško invazijo na Norveško, je povzročil, da so Nemci v nekaj tednih po zasedbi Danske zasedli tudi Norveško. Chamberlainovo vodenje vojne so močno kritizirali člani vseh strank in z glasovanjem o zaupnici njegove vlade je Chamberlain 10. maja 1940, na dan, ko so Nemci napovedali napad na Francijo, odstopil s položaja predsednika vlade. Čeprav je še vedno vodil konservativno stranko, ga je na mestu predsednika vlade nasledil Winston Churchill. 22. septembra 1940 je slabo zdravstveno stanje Chamberlaina prepričalo, da je odstopil s položaja predsednika stranke. Chamberlain je zaradi črevesnega raka umrl 9. novembra 1940 v starosti 71 let, šest mesecev po tem, ko je zapustil premierski položaj.

## Biografija

### Mladost
Neville Chamberlain se je rodil v Birminghamu, 18. marca 1869. Bil je sin britanskega politika Josepha Chamberlaina in polbrat Austen Chamberlain, britanskega zunanjega ministra in dobitnika Nobelove nagrade za mir. Od 1890 do 1897 je bil neuspešen upravitelj nasadov za svojega očeta na Bahamih, leta 1897 pa je postal uspešen proizvajalec v Birminghamu. 

### Politična kariera
Šele leta 1911 je Chamberlain začel s politično dejavnostjo kot član mestnega sveta Birminghama. To funkcijo je opravljal do leta 1918. Od 1915 do 1916 je bil tudi župan Birminghama. Med prvo svetovno vojno je bil Chamberlain kratek čas minister za nacionalno službo za delo v vladi Lloyda Georgea. Na tej funkciji pa ni bil uspešen, zaradi odpora sindikatov do splošnega obveznega dela. Ko je bil leta 1918 izvoljen v britanski skupni dom kot član Konservativne stranke, se je njegova politična aktivnost na lokalni ravni končala.
Od leta 1922 do 1923 je bil generalni poštni upravlitelj, leta 1923 generalni plačilni upravitelj, od leta 1923 do 1931 (s prekinitvami) pa je opravljal položaj ministra za zdravje. V tej vlogi je nadaljeval reformo lokalne in okrajne vlade ter uveljavljanjem socialne zakonodaje, s čimer si je konservativna stranka prislužila veliko privržencev med delavci. Chamberlain je bil od 1923 do 1924 državni kancler in vladni govorec. Od leta 1931 do 1937 je Chamberlain kot državni kancler izvajal zaščitno tarifno politiko in postal najpomembnejši politik v takratnih predsedniških kabinetih. 

#### Predsednik vlade
27. maja 1937 je bil Chamberlain imenovan za predsednika vlade ter s tem nadomestil Stanleyja Baldwina. S svojo politiko pomiritve je poskušal preprečiti izbruh nove vojne v Evropi. Chamberlain je bil ključnega pomena pri münchenskem sporazumu septembra 1938, ki je Nacistični Nemčiji dal pravico do aneksije Sudetov. Šele potem, ko so nemške čete 15. marca 1939 napadle Prago (»priključitev Češkoslovaške«), se je Chamberlain istega meseca odločil oborožiti Veliko Britanijo in uvedel splošno vojaško obveznost. Tudi pod vplivom nemške vojne politike je Chamberlain s Poljsko, Grčijo, Romunijo in Turčijo sklenil garancijske sporazume pred morebitnimi nemškimi napadi. S temi ukrepi pa ni mogel preprečiti nemške invazije na Poljsko 1. septembra 1939 in s tem izbruha druge svetovne vojne. 
Po nemški invaziji na Poljsko 1. septembra 1939 je Chamberlain isti dan poslal Adolfu Hitlerju sporočilo v katerem mu je ukazal takojšnji umik nemške vojske z ozemlja Poljske. Do tega ni prišlo in 3. septembra je Chamberlain napovedal vojno Nemčiji. Veliko Britanijo je v vojni vodil večinoma v času tako imenovane lažne vojne. Verjel je, da je vojno še vedno mogoče rešiti diplomatsko. 
Chamberlain je v zimski vojni poskušal pomagati Finski ob invaziji Sovjetske zveze nanj, a neuspešno. 5. aprila 1940 je Chamberlain v velikem javnem govoru izjavil, da je Hitler zamudil avtobus. Le štiri dni pozneje je Nemčija napadla Dansko in Norveško. Velika Britanija in Francija sta takoj poslali svoje čete, da bi preprečili zasedbo obeh držav, a ti poskusi so bili neuspešni in Nemci so okupirali obe državi. Chamberlainovo vodenje Velike Britanije v vojni so začeli močno kritizirati vsi politiki v državnem zboru, zato so naredili načrte za vložitev nezaupnice. Postopoma je izgubil podporo v parlamentu in 10. maja 1940, na dan, ko so Nemci sprožili začetek operacij na zahodu, je Chamberlain odstopil s položaja predsednika vlade. Nadomestil ga je Winston Churchill, ki je zaščitil Veliko Britanijo pred nemškimi zračnimi napadi ter s tem preprečil nemško okupacijo države. 

#### Obdobje po odstopu
Po odstopu s položaja predsednika vlade je Chamberlain še naprej delal v politiki in postal predsednik državnega sveta ter v tej funkciji podpiral Churchillov politični tečaj. 
Čeprav je bil Chamberlain v času predsedovanja državnega sveta še vedno dobrega zdravja, pa so ga julija 1940 začele mučiti nenehne bolečine. Istega meseca so ga operirali in kirurgi so ugotovili, da ima rak debelega črevesa v končni fazi. Vendar mu tega niso povedali in so mu rekli, da ne potrebuje druge operacije. Chamberlain je politično delo nadaljeval sredi avgusta in se v svojo pisarno vrnil 9. septembra. Kmalu so ga znova začele mučiti bolečine. S časoma se je njegovo zdravje poslabšalo, zaradi česar ni mogel več opravljati svojega dela in je zato 22. septembra odstopil s položaja predsednika državnega sveta in zapustil politiko. 
9. novembra 1940, šest mesecev potem, ko je zapustil položaj predsednika vlade, je Chamberlain umrl zaradi zapletov zaradi črevesnega raka v Hampshiru, v starosti 71 let. Zaradi vojnega stanja so njegov pogreb opravili v katedrali Westminster, kjer so ga pokopali.        